# Piré-sur-Seiche
Piré-sur-Seiche (bretonisch: Pereg; Gallo: Pirae) ist eine Ortschaft und eine Commune déléguée in der französischen Gemeinde Piré-Chancé mit 2.855 Einwohnern (Stand: 1. Januar 2022) im Département Ille-et-Vilaine in der Region Bretagne. Die Einwohner werden Piréens genannt.
Die Gemeinde Piré-sur-Seiche wurde am 1. Januar 2019 mit Chancé zur Commune nouvelle Piré-Chancé zusammengeschlossen. Sie gehörte zum Arrondissement Rennes und war Teil des Kantons Châteaugiron (bis 2015: Kanton Janzé).

## Geographie

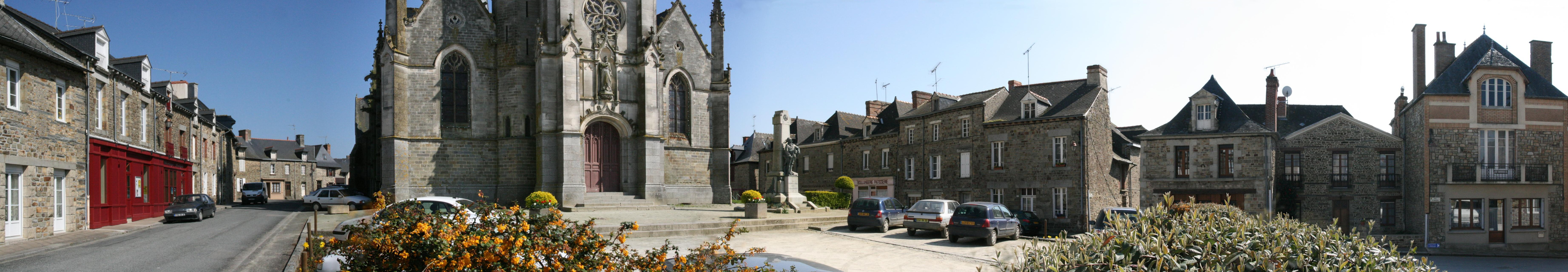
Panorama

Piré-sur-Seiche liegt etwa 21 Kilometer ostsüdöstlich von Rennes am Fluss Quincampoix, der im Südwesten der Commune déléguée in die Seiche mündet. Umgeben wurde die Gemeinde Piré-sur-Seiche von den Nachbargemeinden Saint-Aubin-du-Pavail im Norden und Nordwesten, Domagné im Norden und Nordosten, Chancé im Nordosten, Moulins im Osten, Boistrudan im Süden und Südosten, Essé im Süden, Janzé im Südwesten sowie Amanlis im Westen.

## Bevölkerungsentwicklung
| Jahr                      | 1962  | 1968  | 1975  | 1982  | 1990  | 1999  | 2006  | 2012  |
| Einwohner                 | 2.005 | 1.950 | 1.743 | 1.809 | 1.730 | 1.877 | 2.116 | 2.311 |
| Quelle: Cassini und INSEE |       |       |       |       |       |       |       |       |

## Sehenswürdigkeiten
- Kirche Saint-Pierre
- Kapelle La Croix-Bouessé von 1527, Umbauten im 17./18. Jahrhundert
- Calvaire von 1587
- Schloss Piré
- Schloss Le Plessis-Guériff
- Schloss La Beauvais aus dem 17. Jahrhundert, umgebaut im 19. Jahrhundert
- Schloss Epinay aus dem 17. Jahrhundert
- Herrenhaus von La Bréhonnière aus dem 15. Jahrhundert, umgebaut bis in das 18. Jahrhundert
- Gutshof aus dem 17. Jahrhundert
- Wasser- und Windmühlen

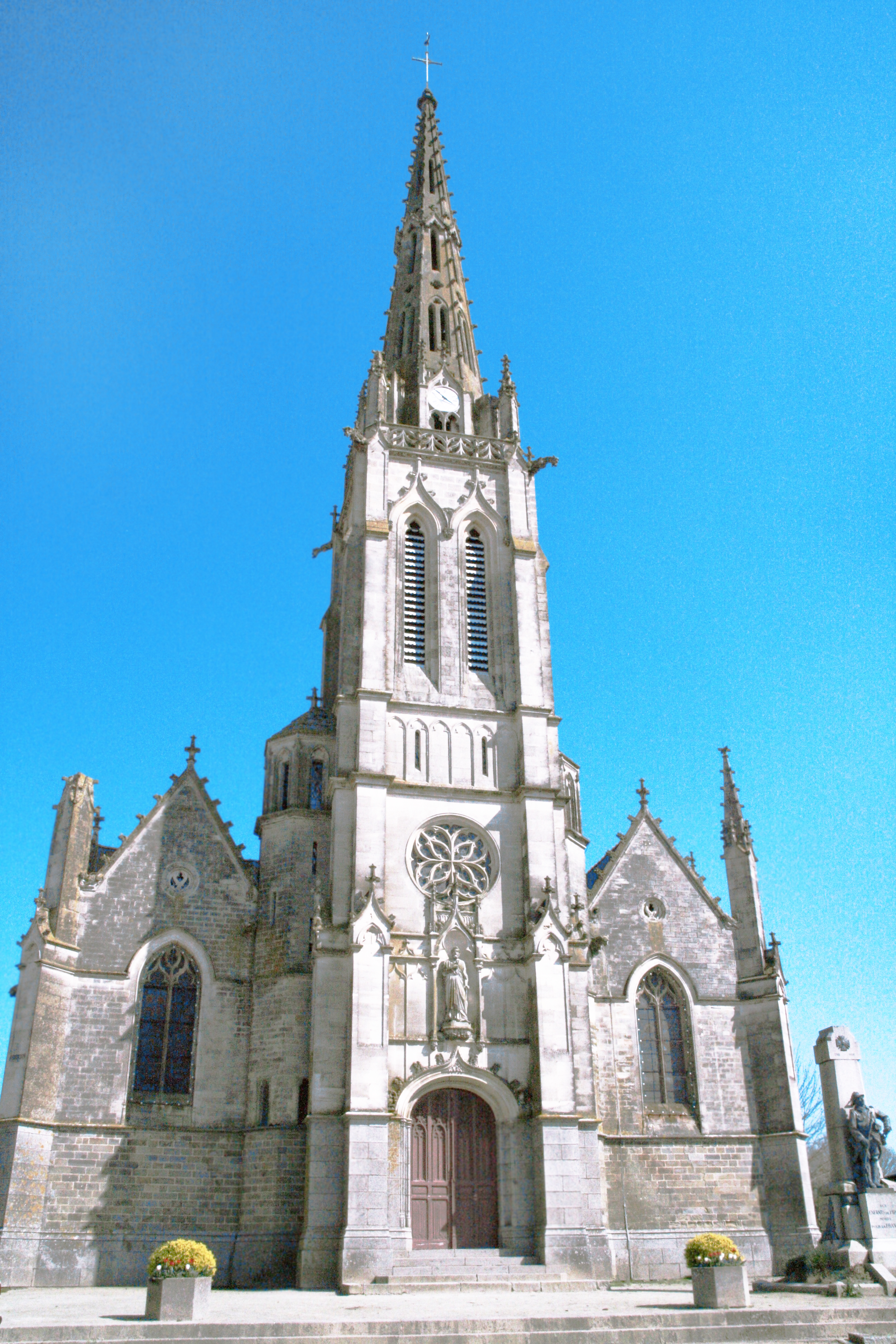
Kirche Saint-Pierre
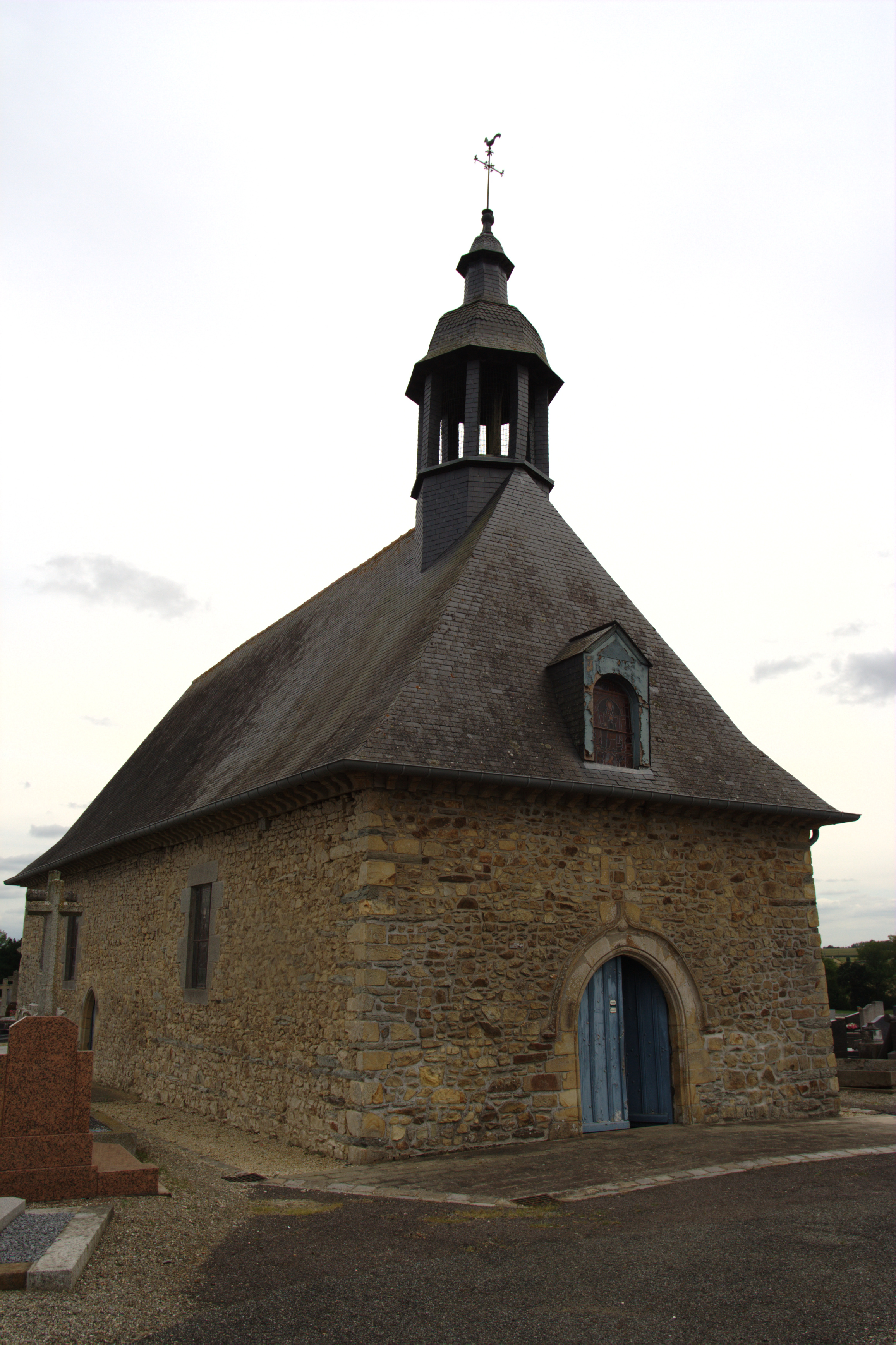
Kapelle La Croix-Bouessé
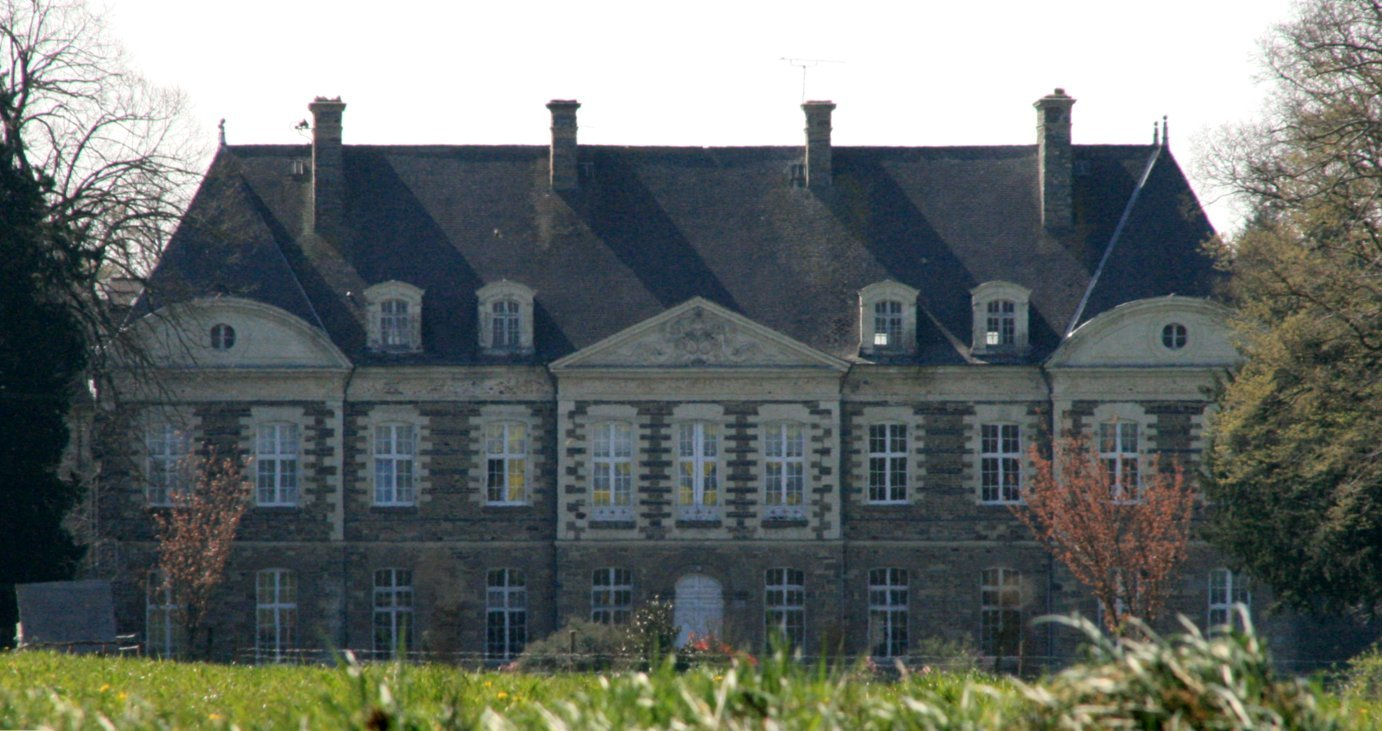
Schloss Piré

## Persönlichkeiten
- Hippolyte-Marie de Rosnyvinen (1778–1850), General der Kavallerie
- Armand Coupel (1883–1966), Bischof von Saint-Brieuc et Tréguier
- Léon Letort (1889–1913), Flugpionier